# Diedorf (Thuringe)
Diedorf est une commune allemande de l'arrondissement de Wartburg, Land de Thuringe.

## Géographie
Diedorf se situe dans la Rhön, dans la vallée de la Felda.
| Zella/Rhön     | Neidhartshausen |                |
| Empfertshausen | Diedorf         |                |
|                |                 | Kaltennordheim |

Diedorf se trouve sur la Bundesstraße 285.

## Histoire
Diedorf est mentionné pour la première fois en 788 sous le nom de Theodorpf dans une donation à l'abbaye de Fulda.
Dans la nuit du 2 au 3 octobre 2006, vers 1h30, un tiers des maisons du village est endommagé en partie par une tornade.